# Provincia de Célebes Central
Célebes Central (en indonesio: Sulawesi Tenagh) es una provincia indonesia situada en la isla de Célebes. Limita al este con la provincia de Gorontalo; al suroeste, con la de provincia de Célebes Occidental; al sur, con la de provincia de Célebes Meridional; y al sureste, con la provincia de Célebes Suroriental. Su capital es la ciudad de Palu.
El 28 de septiembre de 2018, un terremoto de magnitud 7.5 sacudió violentamente la costa de la isla central, desatando un terrible tsunami que arrasó la zona de Palu dejando a más de 4300 víctimas fatales y muchos desaparecidos.

## Demografía
La población de esta provincia es de 2.242.914 personas. Como tiene una extensión de 68.089,83 kilómetros cuadrados, la densidad poblacional es de 33 habitantes por kilómetro cuadrado.

### Lenguas
Como en otros lugares de Indonesia, el indonesio es el idioma oficial utilizado en Célebes Central. El indonesio se utiliza en la comunicación interétnica, así como en documentos oficiales publicados por el gobierno provincial y en las señales de tráfico. Sin embargo, la población de Célebes Central tiene alrededor de 22 lenguas que difieren de un grupo étnico a otro, como el kaili, el pamona, banggai, etc. Todas estas lenguas pertenecen a la familia de lenguas austronesias.

### Religiones
La religión mayoritaria de Célebes Central es el Islam (78'90%). Otras religiones practicadas en la provincia son el Protestantismo (16.31%), el Hinduismo (3.64%), el Catolicismo (0.90%), el Budismo (0.14%) y el Confucionismo (0.11%). Aunque la mayoría de la población de Célebes Central sea musulmana, el nivel de tolerancia religiosa es muy alto y hay un fuerte espíritu de cooperación mutua es parte de la vida de las personas.
El Islam fue difundido por la provincia por Datuk Karama y Datuk Mangaji, eruditos de Sumatra Occidental. El Cristianismo se extendió por primera vez por el distrito de Poso y la parte sur de Donggala, a través de misioneros holandeses como Albert Christian Kruyt.

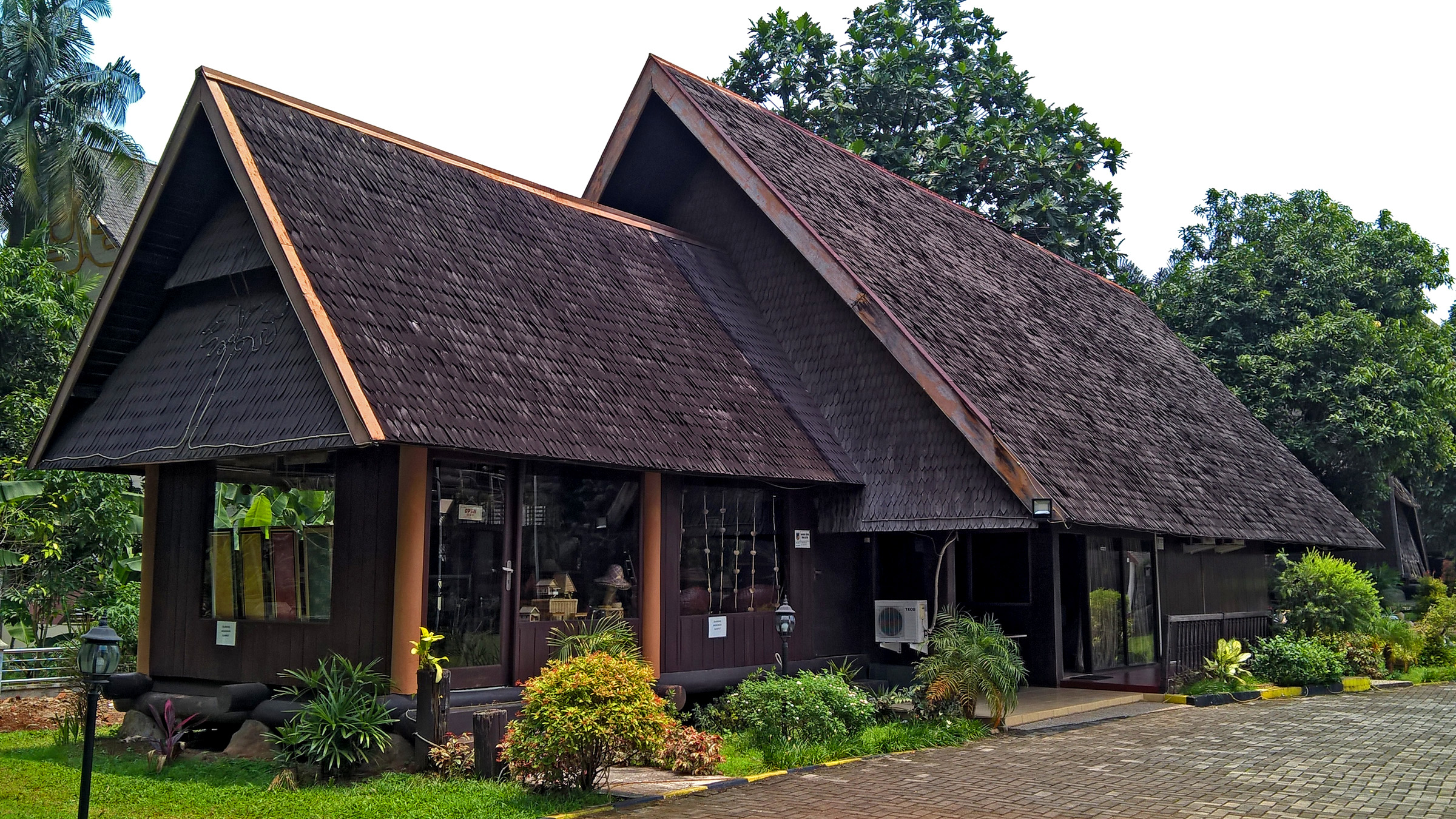
Una casa tradicional de Célebes central en Taman Mini Indonesia Indah, Yakarta